# Кокжазык
Кокжазык (каз. Көкжазық, до 2000 г. — Троицкое) — село в Ескельдинском районе Жетысуской области Казахстана. Административный центр Кокжазыкского сельского округа. Находится примерно в 11 км к востоку от посёлка Карабулак. Код КАТО — 196439100.

## Население
В 1999 году население села составляло 1668 человек (830 мужчин и 838 женщин). По данным переписи 2009 года, в селе проживало 1585 человек (805 мужчин и 780 женщин).